# Baranja

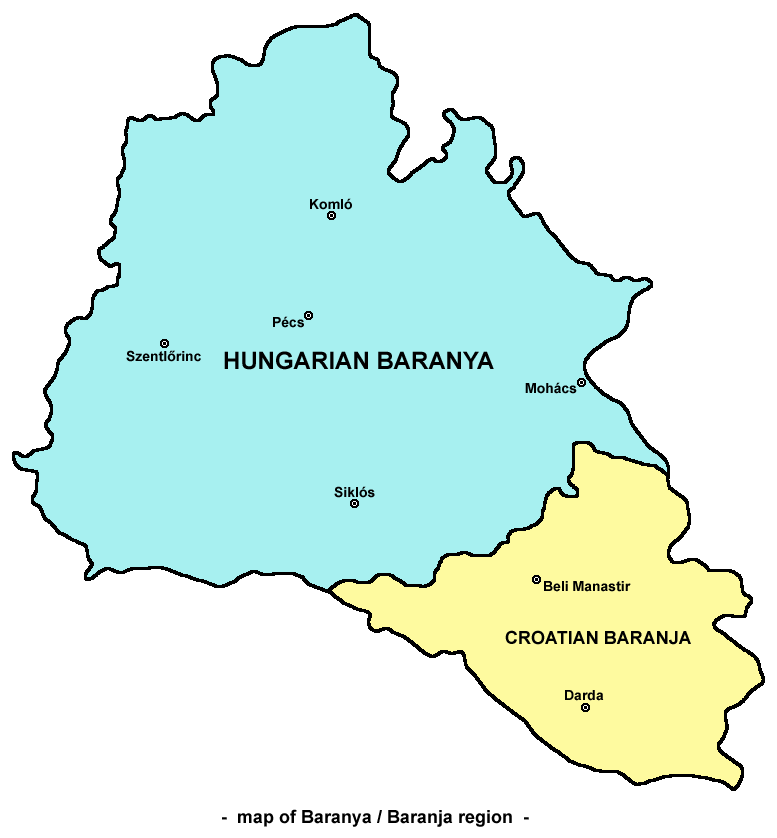

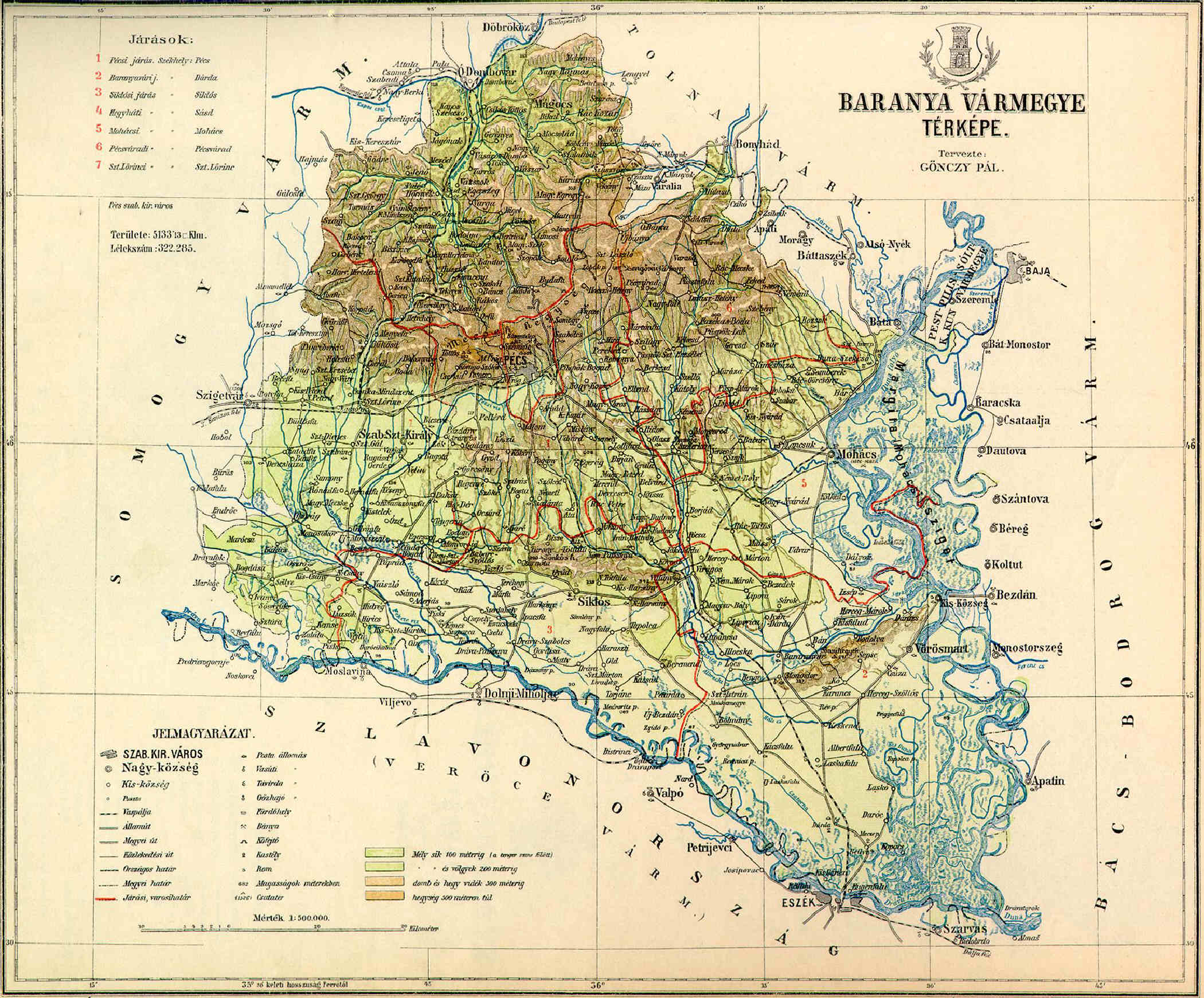
Mapa uherské župy Baranya z roku 1891

Baranja (maďarsky Baranya, chorvatsky Baranja, srbsky Барања) je historické území o rozloze 5176,31 km² rozdělené dnes mezi Maďarsko, jemuž náleží většina území, a Chorvatsko. Maďarská část je téměř identická s moderní župou Baranya, zatímco chorvatská část tvoří sever Osijecko-baranjské župy. Od 11. století až do roku 1918 patřilo území k jádru uherského státu, v jehož rámci tvořilo pod maďarským názvem Baranya jednu z žup.